# Миролюбовка (Попельнянский район)
Миролю́бовка (укр. Миролюбівка) — село на Украине, основано в 1730 году, находится в Попельнянском районе Житомирской области. До 27 марта 1962 года — с. Койловка.
Код КОАТУУ — 1824784101. Население по переписи 2001 года составляет 954 человека. Почтовый индекс — 13524. Телефонный код — 4137. Занимает площадь 6,802 км².

## Адрес местного совета
13524, Житомирская область, Попельнянский р-н, с. Миролюбовка, ул. Садовая, 51